# Педерива (Виченца)
Педерива је насеље у Италији у округу Виченца, региону Венето.
Према процени из 2011. у насељу је живело 771 становника. Насеље се налази на надморској висини од 46 м.